# Downham (Lancashire)
Downham – wieś w Anglii, w hrabstwie Lancashire, w dystrykcie Ribble Valley. Leży 48 km na północ od miasta Manchester i 304 km na północny zachód od Londynu. W 2001 miejscowość liczyła 156 mieszkańców.